# Preussia pilosella
Preussia pilosella är en svampart som först beskrevs av Cain, och fick sitt nu gällande namn av Guarro & Gené 1997. Preussia pilosella ingår i släktet Preussia och familjen Sporormiaceae.   Inga underarter finns listade i Catalogue of Life.